# Leopoldo Paciscopi
Leopoldo Paciscopi (Cavriglia, 2 ottobre 1925 – Fiesole, 14 maggio 2018) è stato uno scrittore, giornalista e storico del cinema muto italiano.

## Biografia
Il padre Dario, attore del cinema muto, lo introduce fin da bambino nel mondo letterario e artistico che fa capo al caffè delle Giubbe Rosse, nella Piazza Vittorio (oggi della Repubblica) a Firenze. Lì, dal 1941 al 1944 stringe rapporti di amicizia con Ardengo Soffici, Ottone Rosai, Eugenio Montale, Romano Bilenchi, Alfonso Gatto. Partecipa in ruoli di responsabilità alle vicende che portano al ritorno della democrazia in Italia.
Dal 1946 al 1952 è stato caporedattore responsabile del settimanale Toscana Nuova di Firenze, dal 1952 al 1956 redattore e critico cinematografico del quotidiano Nuovo Corriere di Firenze, dal 1956 al 1977 inviato speciale del quotidiano La Nazione e de Il Resto del Carlino di Bologna. Dal 1995 è collaboratore della rivista della Fondazione Giovanni Spadolini, Nuova Antologia di Firenze.
Dal 1995 ha fatto parte del comitato scientifico della Fondazione Primo Conti a Fiesole e dal 2009 del comitato scientifico della Fondazione Ardengo Soffici a Poggio a Caiano. Attivo pittore, è stato tra i fondatori nel 1946 a Firenze del gruppo d'avanguardia Arte d'Oggi.

## Riconoscimenti
- Premio Letterario Castiglioncello, 1990 (Premio speciale, ex aequo con Suso Cecchi D'Amico)

- Premio Letterario Greve in Chianti, 1992 (Premio della giuria letteraria)

- Premio Europeo Massimo Troisi, 2003[4]

- Premio Maestri del Cinema, Fiesole

## Opere
- Il popolo canta. Raccolta di canzoni del lavoro, di lotta, d'amore e di festa del popolo italiano. Illustrazioni dell'autore. Firenze, Tipolitografia Boboli, 1944
- Leopoldo Paciscopi, Romano Bilenchi e Gastone Gensini, Firenze in festa, Firenze, Stamperia Fratelli Parenti, 1949
- Libertà per i dieci di Hollywood! Firenze, Circolo Fiorentino di Cultura Cinematografica. Stamperia Fratelli Parenti, 1947
- Leopoldo Paciscopi, Aristo Ciruzzi, I morti e i vivi contro il tradimento, Firenze, Edizioni ANPI, 1950, IT\ICCU\RAV\0261465
- La verità sulla radio italiana. Firenze, Quaderni di Toscana Nuova, 1951
- La guida sportiva. In L'automobile, Firenze, Enciclopedie pratiche Sansoni, 1967
- Cinque del Cobra, Firenze, Edizioni Galleria Michaud, 1968
- Leopoldo Paciscopi, a cura di Gigliola Melani, Da uno a dieci, in Fantamoda, Festival internazionale del film di Fantascienza. Trieste/Milano, Lucini, 1982, IT\ICCU\SBL\0349308
- Ballata della donna e del mare, Firenze, Sani editore
- In Lapponi, Firenze, Sani editore, 1986, IT\ICCU\CFI\0078307
- Una bella carriera. Milano, Edizioni All'insegna del pesce d'oro, 1990, ISBN 88-444-1149-0
- Notturni: fogli di taccuino 1986-1993, Milano, Il Castello, 1993, [IT\ICCU\CFI\0266030
- I giorni e le idee, Firenze, Il Ponte, 2003, IT\ICCU\CFI\0547513
- From high up in heaven, in Igarss Magazine ‘95, Firenze, Geoscience and Remote Sensing Symposium, 1995
- Leopoldo Paciscopi, Carlo Bo, Piero Bigongiari, Mario Luzi, Oreste Macrì e Alessandro Parronchi, I silenzi del Poeta In I cent'anni di Montale, Firenze, Giubbe Rosse, 1996
- A proposito di alcune varianti nell'autobiografia “La gola del merlo”, in Una settimana per Primo, Firenze, Pagnini e Martinelli editori, 2001
- Leopoldo Paciscopi e Carlo Lizzani, Il Cinema Italiano, Firenze/Milano, Editore Parenti, 1954, IT\ICCU\CUB\0375014]
- Modern illustrazions for 'Fanny Hill', in English Eroticism, Fribourg-Genève, Crescent Books, New York. Productions Liber SA, 1984, ISBN 0-517-448033.
- Cinefollie, miti e sregolatezze del muto, Milano, Lucini, 1986, IT\ICCU\CFI\0015865
- Gli anni discontinui / Seduto al caffè con Rosai e Conti, Firenze, Giubbe Rosse, 1992 IT\ICCU\BVE\0046916
- Nel chiaror della luna / Sogno di un cinefilo bevitore di caffè, Firenze, Giubbe Rosse, 1995, IT\ICCU\MIL\0215118
- Giubbe Rosse e altri fogli di taccuino, Firenze, Il Ponte, 2002, IT\ICCU\CFI\0547503
- Tracce, Milano, Ed. Giorgio Lucini, 2005.
- Sogni e profezie dello schermo silenzioso, Firenze, Giubbe Rosse, 2005, IT\ICCU\CFI\0650582
- Prefazione a Giovanna Lombardi: Filoteo Alberini l'Inventore del Cinema, Roma, Arduino Sacco Editore, 2008. ISBN 978-88-6354-045-1
- Leopoldo Paciscopi, a cura di Chiara Toti, Umanità di Primo, in Primo Conti. Capolavori del Futurismo e dintorni, Firenze, Edizioni Polistampa, 2009, ISBN 978-88-596-0575-1.
- Ardengo negli anni discontinui, Poggio a Caiano, Quaderni Sofficiani, 2009, ISBN 978-88-86855-64-8.
- Leopoldo Paciscopi, a cura di Gigliola Melani, Parole, Firenze, Fondazione Il Bisonte, 2010, IT\ICCU\CFI\0762863